# Штіллер
«Штіллер» (Stiller) — роман швейцарського письменника та драматурга Макса Фріша, написаний 1954 року. Твір є незвичайний за змістом та формою і приніс авторові великої популярності у світі.
В пасажирові поїзда, який перетнув швейцарський кордон, пізнають цюрихського скульптора Анатоля Штіллера. Відомо, що він тривалий час проживав в Цюрихові та Парижі, а потім зник. Але в пасажира американський паспорт на ім'я Джеймса Вайта й він категорично відмовляється визнавати себе Штіллером. Потрапивши до камери попереднього ув'язнення, герой починає писати. Його записки — це спогади про колишнє життя, про зустрічі з людьми, про шлюб (таким чином, про колишнє Штіллера читач дізнається «з других рук» — зі слів Вайта). Наглядачеві Кнобелю герой розказує про своє життя в Америці — Джеймс Вайт постає в цих розповідях злодієм-„суперменом“, який має на своєму рахункові п'ять вбивств.
Стіни камери, в якій відбувається дійство, розсуваються спогадами героя про неймовірні пригоди, які він пережив під час подорожей Новим Світом. Історії ці — правдиві та вигадані — однаково є важливими. Мова в них ведеться про душевні переживання, про майже істеричну потребу людини вирватися з рамок власного життя та життя суспільства. Герой прагне піти від дійсності, де людей підводять під стандартні ролі, як дроби зводять до спільного знаменника. Він намагається повернути природну свободу людини будувати своє життя так, як їй того хочеться, — адже якщо людина хоч в якійсь мірі є господарем власної долі, то вона повинна мати свободу вибору. Не випадково герой обирає для себе прізвище Вайт (від англ. white — «білий») — чистий аркуш, на якому можуть бути накреселені будь-які письмена.
Тема «Штіллера» була «сейсмографічно» точним відображенням не лише швейцарської дійсності. Через приблизно півтора десятиліття на вулиці міст Західної Європи та США вийшли сотні тисяч студентів, зовнішньо нічим не схожих на героя Фріша, але охоплених тим же стремлінням — «вирватися» зі створеного їм образу, відкинути загальноприйняті норми — державні, правові, моральні, естетичні тощо.
З іншої сторони, в «Штіллерові», а потім в романі «Назву себе Гантенбайн» (1964 року) й у багатьох інших творах письменник показав, що людина не може віднайти своє справжнє «Я» шляхом довільного, анархічного та в кінцевому результаті егоцентристського бунту. Оголосивши себе Вайтом та переїхавши до Америки, Штіллер все ж таки не іде сам від себе, не змінює ні свого, ні чужого життя. Бажаючи зберегти власну свободу, він не визнає того ж права за іншими, наприклад за своєю дружиною Юлікою. В другій частині роману, коли подружжя возз'єдналось, їх спільне життя не клеїться і Юліка помирає. Навряд щасливим є й Штіллер. «Не знаю, хто ж я такий. Може — ніхто», — каже він ще у в'язниці. Очевидно, для реалізації особистості потрібні якісь інші порухи душі, інші вчинки.

## Переклади та видання українською
- Штіллер / пер. з нім. Євгена Поповича; післямова Дмитра Затонського. — К.: Дніпро, 1970. — 382 с. (e-book на сайті Chtyvo.org.ua)
- Штіллер / пер. з нім. Євгена Поповича; передмова Дмитра Затонського. — Харків: Фоліо, 2006. — 384с. — (Бібліотека світової літератури).